# Les Odalisques
Les Odalisques est un tableau réalisé par l'artiste française Jacqueline Marval en 1902-1903. Cette huile sur toile représente cinq odalisques plus ou moins nues devant un rideau bleu-vert dans un intérieur. Exposée au Salon des indépendants en 1903, elle est conservée au musée de Grenoble, à Grenoble, depuis un don de la sœur de l'artiste en 1933. Suggérée comme une possible inspiration des Demoiselles d'Avignon peintes par Pablo Picasso quelques années plus tard, elle est considérée comme le chef-d'œuvre de Marval. 